# Victor Lenaers
Victor Lenaers (12 de janeiro de 1893, Tongeren - 12 de novembro de 1968, Tongeren) foi um ciclista profissional belga. 
Atuou profissionalmente entre 1921-1926. 

## Premiações
- 1921
  - sexto colocado na classificação geral do Tour de France